# Pločice
Pločice, anticamente in italiano Ploccizze, è una frazione del comune croato di Canali.